# Virgilio Dagnino
Virgilio Dagnino (Sestri Ponente, 7 marzo 1906 – Milano, 22 maggio 1997) è stato uno scrittore, giornalista, banchiere e politico italiano.
Dagnino è stato uno tra i più importanti economisti e pubblicisti del suo tempo; oltre che antifascista e giovane redattore della rivista Pietre (prima serie), fu dirigente della Montecatini, esponente del piano di ricostruzione UNRRA, scrittore del manifesto fondativo del PSLI (poi PSDI), pioniere dei rapporti commerciali con la Cina maoista, presidente dell'ATM di Milano, della Banca popolare di Milano e del Credito lombardo, provveditore dell'Institutum pataphysicum mediolanense, fondatore insieme a Giuseppe Marcenaro della seconda serie di Pietre, spin doctor di Bettino Craxi durante la prima fase della sua attività politica. 
Tra le numerose pubblicazioni si possono annoverare: I cartelli industriali nazionali e internazionali (1928), Tecnocrazia (1933), Gli incorporati (1964), Obsolescenza delle ideologie (1967).

## Biografia

### La famiglia e gli anni dello studio
Virgilio Dagnino nasce a Sestri Ponente il 6 febbraio 1906, figlio di Amedeo Dagnino e Maria Siri. Virgilio è il fratello maggiore di Gilda e Lida. 
L'origine della sua famiglia era operaia; in un appunto autobiografico, conservato presso il suo archivio, ricorda così le proprie origini:
(Virgilio Dagnino,  Fondo Virgilio Dagnino, b. 1, fasc. 12)
Tra gli anni 1924 e 1925 Dagnino visse a lungo a Marsiglia e in Camargue, dove aiutò il padre nel commercio dei foraggi dalla Francia all'Italia. Nel 1924 decise di iscriversi all'Università, all'Istituto superiore di commercio di Genova.
Nel 1926, insieme a un gruppo di universitari genovesi (Franco Antolini, Francesco Manzitti, Umberto Segre e altri), allievi di Carlo Rosselli (che fu anche professore di Virgilio), fu tra i fondatori della rivista Pietre, ultima pubblicazione antifascista pubblicata ufficialmente in Italia nel periodo delle Leggi speciali. 
Nel 1927 si laureò con 110 e lode in Scienze economiche, con una tesi dal titolo I cartelli industriali nazionali e internazionali (pubblicata in seguito nel 1928 dall'Editore Fratelli Bocca).
Durante l'estate 1926 e 1927 Dagnino insegnò a Ginevra alla scuola "Dante Alighieri" e perfezionò il proprio percorso scolastico presso l'Institut universitaire de hautes études internationales di Ginevra, presso cui si diplomò alla fine del 1927 (tesi su Forze politiche e sociali della rivoluzione del 1848 e problemi del dopoguerra).

### L'arresto e la chiusura della rivistaPietre(prima serie)
Le indagini politiche e la successiva repressione seguita all'attentato a Vittorio Emanuele III alla Fiera di Milano portò all'arreso di Dagnino nella primavera del 1928, insieme a molti altri (Franco Antolini, Giorgio Amendola, Lelio Basso, Leone Cattani, Ugo La Malfa, Umberto Segre, Mario Vinciguerra). Virgilio fu sottoposto, in quanto sottufficiale, al giudizio di un Tribunale militare da cui fu degradato; in seguito venne inviato negli stabilimenti militari di pena, a Forte Ratti (sulle alture di Genova). 
Raccontò questa sua esperienza nel libro di ricordi Gli incorporati. 
La rivista Pietre fu soppressa, ultima rivista antifascista ufficiale a essere chiusa dal Regime.
Dopo essere stato rilasciato a fine 1928 venne assunto dalla Ditta F.lli Pozzani di Genova (all'epoca i maggiori operatori italiani nel campo del commercio internazionale dei cereali). 
Nel 1929 la morte della sorella minore Lida gettò Dagnino in uno stato di prostrazione; nello stesso anno conobbe la futura moglie, Marcella Meneghello (con cui si sposò nel 1931 e dalla cui unione nel 1930 era nata la figlia Anna).

### Dagnino a Milano e come dirigente della Montecatini
Nel 1929 Dagnino si licenziò dalla Pozzani e si trasferì a Milano dove venne assunto dalla Montecatini, in cui fu impiegato per anni dapprima all'Ispettorato vendite, in seguito alla Segreteria della Direzione commerciale. 
Successivamente trovo occupazione presso l'Anic, per cui seguì le fasi di costruzione e installazione a Bari e a Livorno degli impianti per la produzione di carburanti sintetici e la idrogenazione dei combustibili. 
Nel 1930 fondò il gruppo GAR – Gruppo amici della razionalizzazione (insieme a Paolo Baffi, Ermanno Bartellini, Pietro Caleffi, Ferdinando Di Fenizio, Guido Mazzali, Roberto Tremelloni, Antonio Valeri, Dino Villani ed altri) collegato con la rivista L'Ufficio moderno e promosse incontri e conferenze su temi di economia e organizzazione che col tempo divennero occasione per incontri tra antifascisti.
Al 1933 risale la pubblicazione per l'Editore Fratelli Bocca del libro Tecnocrazia che verrà poi tradotto e stampato in varie nazioni.
Nel 1939, dopo che gli impianti di Bari e Livorno dell'Anic erano stati ultimati e avevano iniziato a funzionare, fu chiamato da Donegani alla segreteria di presidenza della Montecatini. 
Dal 1930 al 1943 fu membro del Centro interno clandestino del Partito Socialista Italiano; in questi anni partecipò alla fondazione del Movimento di Unità Proletaria (MUP) e del Partito Socialista Italiano di Unità Proletaria (PSIUP).
Nel luglio del 1943 fu arrestato a Genova e venne incarcerato prima a Marassi e poi a San Vittore. 
Il rifiuto di iscriversi al Partito Nazionale Fascista e di portarne il distintivo lo costrinse a dimettersi dalla Montecatini.

### La clandestinità, la Liberazione e il Secondo dopoguerra
Alla vigilia dell'8 settembre Dagnino fu scarcerato e, dopo la costituzione della Repubblica sociale italiana, entrò in clandestinità; in questi anni riuscì comunque a prestare la propria opera di consulente dell'amministratore delegato Ferrante della Società Motta a Monza.
Entrò attivamente nella Resistenza e, con Sandro Pertini, Guido Mazzali e Angelo Saraceno, fondò la rivista clandestina Edificazione socialista.
Contemporaneamente Dagnino iniziò la propria collaborazione con l'Avanti! e con il PSIUP clandestini. 
Nell'aprile del 1945 partecipò alla liberazione di Milano con le Brigate Matteotti. 
Dopo la Liberazione venne nominato dal CLN consigliere e direttore generale del CIAI – Comitato industria alta Italia, ovvero il Ministero dell'industria per l'Italia del nord, a quel tempo sottoposta al Governo militare alleato. 
Nel periodo 1945–1947 fu tra gli amministratori del piano UNRRA – United Nations Relief and Rehabilitation Administration e tra gli artefici della Ricostruzione; in quegli anni fu anche consigliere del Comitato dei prezzi del CLN, per conto della delegazione ligure.
I primi anni del secondo dopoguerra videro Dagnino attivo in parecchie iniziative; fu tra i protagonisti della fondazione del Gruppo iniziativa socialista e assiduo collaboratore dell'Avanti!, in qualità di fondista e giornalista, oltre che collaboratore di molte altre riviste dell'area socialista. 
Nel gennaio del 1947 fu tra i protagonisti della fondazione del PSLI – Partito socialista lavoratori italiani a Palazzo Barberini (di cui redasse il manifesto fondativo); con Leonida Répaci e Giuseppe Faravelli fu condirettore del quotidiano L'Umanità che uscì a Milano dal 20 marzo al 14 ottobre 1947, oltre che membro della Direzione del PSLI. 
Durante l'estate del 1947, in qualità di rappresentante del PSLI, partecipò al Congresso di fondazione del Movimento per gli stati socialisti d'Europa che si tenne a Parigi.
Nell'ottobre 1947 fu allontanato da L'Umanità insieme a Leonida Répaci per avere sostenuto la critica di Répaci alla linea politica saragattiana, considerata eccessivamente isolazionista nei confronti dei comunisti.
Al congresso di Napoli del PSLI del gennaio 1948 lasciò il partito (insieme ai militanti della Federazione giovanile e ad altri tesserati). In questo congresso ci fu il noto episodio dello schiaffo dato da Dagnino a Ludovico D'Aragona che lo apostrofò chiedendo "quanti rubli" avesse preso per aderire al Fronte popolare.
In seguito partecipò alla fondazione del MUIS – Movimento unitario di iniziativa socialista, che si schierò con il Fronte Popolare nelle elezioni dell'aprile 1948.
La sconfitta elettorale del Fronte segnò la decisione di Dagnino di rientrare nel Partito Socialista.

### La collaborazione con Dino Gentili
Oltre alla collaborazione con numerosi quotidiani e riviste politiche ed economiche, dal 1947 iniziò a lavorare con Dino Gentili e per la Dreyfus Gentili, ricoprendo ruoli direttivi.
Nel 1950, fondò la COMET Società scambi internazionali con Dino Gentili; la COMET fu la prima impresa europea a riattivare l'import – export con la Cina comunista, che ai tempi non era riconosciuta dalla comunità internazionale (in principio lo scambio fu articolato sulla base del baratto: vecchi macchinari industriali italiani venivano scambiati con prodotti agricoli cinesi); anche grazie a queste attività Dagnino divenne rappresentante per l'Europa del CNIEC – China National Import–Export Corporation, organo operativo della Cina per il commercio estero. 
Nel 1957 fu nominato direttore generale della COGIS – Compagnia generale interscambi, società a cui parteciparono, tra le altre, la Montecatini, la Finmeccanica, la SNIA – Società di Navigazione Italo Americana Viscosa.

### Dagnino banchiere e presidente di aziende
Nel 1960 entrò a far parte del Consiglio di amministrazione della Banca popolare di Milano, di cui divenne amministratore delegato tra il 1961 e il 1964.
Durante quegli anni Dagnino divenne anche consigliere di numerosi istituti creditizi: Mobiliare Milanese, Istituto Banche Popolari Italiane, Banca Briantea, ABI - Associazione bancaria italiana, Associazione europea banche popolari (per conto delle quali venne nominato consigliere del Comitato economico e sociale della Comunità europea, della CECA - Comunità europea del carbone e dell'acciaio e dell'Euratom - Comunità europea dell'energia atomica).
Nel 1961 fu tra i fondatori dell'APE - Associazione per il progresso economico.
Nel 1964 con Enrico Baj, Paride Accetti, Arturo Schwarz fondò l'Institutum pataphysicum mediolanense; Virgilio Dagnino, da tempo membro del Collège de 'Pataphysique di Parigi, venne eletto "Serenissimo provveditore propagatore del Collège de pataphysique per i paesi cisalpini".
Come provveditore dell'Istituto milanese di patafisica Dagnino ebbe un ruolo di rilievo nella diffusione della disciplina in Italia, promuovendo ed appoggiando iniziative patafisiche (compresa la mostra del 1984 al Palazzo reale di Milano).
Negli anni Sessanta, Settanta e Ottanta si rafforzò la sua amicizia con artisti, giornalisti e scrittori, spesso legati e conosciuti in ambito patafisico (Enrico Baj, Roberto Crippa, Lucio Fontana, Raymond Queneau), che spesso ospitò nella propria casa di Arenzano.
Ad Arenzano Dagnino si dedicava anche alla pittura e alla scrittura di poesie.
Nel 1965 fu nominato presidente dell'ATM, Azienda dei trasporti municipali di Milano, e consigliere dell'Associazione italiana aziende municipalizzate; da queste fu confermato per quattro anni consigliere del Comitato economico e sociale della CEE a Bruxelles.
Nel 1968 e 1969 divenne presidente, consigliere e amministratore di diverse società del Gruppo Tamaro.
Negli anni tra il 1970 e il 1972 presiedette tre missioni dell'Istituto commercio estero in Romania, Marocco e Panama. Nel 1971, grazie alle competenze acquisite durante la permanenza nelle società di Dino Gentili, fu membro della missione in Cina del Ministero per il commercio estero, in qualità di consulente del ministro Mario Zagari.
Successivamente diventerà membro del Comitato ministeriale per la riforma della Legge crediti al Commercio estero e dal 1978 al 1988 fu nominato presidente del Credito Lombardo.

### Dagnino pubblicista e fondatore dipietre(seconda serie)
Gli anni Settanta videro Dagnino in prima fila dal punto di vista dell'elaborazione teorica: scrisse numerosi articoli su riviste come Critica sociale e L'Europa, anche se il suo impegno principale, dal 1975 al 1984, fu la fondazione e la pubblicazione, insieme a Giuseppe Marcenaro che ne era il direttore, della seconda serie della rivista pietre (con l'iniziale minuscola).
L'altissima qualità grafica e un'impostazione ideologica libertaria (sebbene aperta a contaminazioni esterne) fecero di pietre un eccezionale, sebbene elitario, strumento in cui dibattere di cultura, politica e filosofia in modo assolutamente inedito. La redazione era composta, oltre al direttore Giuseppe Marcenaro da Paolo Arveda, Riccardo Bauer, Roberto Callegari, Virgilio Dagnino, Roberto de Bartolomeis, Emilio Grosso, Antonio Valeri; oltre ai redattori la seconda serie di pietre vide la collaborazione degli intellettuali più lucidi del tempo..
pietre non ebbe vita lunga ma fu sicuramente un laboratorio di pensiero e un luogo di formazione per moltissimi intellettuali.
Negli anni Settanta e nei primi anni Ottanta collaborò con Bettino Craxi in qualità di ghostwriter, scrivendo per suo conto prefazioni e testi di interviste.
Nel 1986 fu nominato consigliere del Comitato provinciale di Milano dell'ANPI - Associazione nazionale partigiani italiani.
Colpito due volte da ictus nel corso degli anni Novanta Virgilio Dagnino morì a Milano il 27 febbraio 1997, a 91 anni.
Nel 2008 il suo Archivio è stato donato dalla figlia Anna Zucchi al Museo del Risorgimento di Milano.

## Associazioni e partiti in cui Dagnino ricoprì cariche
- Associazione Nazionale Partigiani d'Italia;
- Associazione per il progresso economico (consigliere);
- Associazione decorati comune e provincia Milano;
- Associazione ex membri Comitato economico e sociale della Comunità europea (Bruxelles);
- Azienda consorziale consumi (consigliere);
- Casa della cultura di Milano (consigliere);
- Circolo culturale Rodolfo Mondolfo di Milano;
- Circolo De Amicis di Milano;
- Circolo Turati di Milano;
- Collège de 'Pathaphysique – Parigi (provveditore);
- Cooperativa libro popolare (consigliere);
- Fondazione rivista e Pietre (consigliere);
- GAR – Gruppo amici razionalizzazione (consigliere);
- Iniziativa socialista (membro del Comitato esecutivo);
- Institum Pataphysicum Mediolanense (rettore);
- International Wool Secretariat (consigliere);
- Istituto europeo studi sociali;
- OGG – Ordre de la Grande Gidouille – Parigi (gran maestro);
- Partito Socialista Democratico Italiano|PSLI – Partito socialista lavoratori italiani (condirettore del Quotidiano L'Umanità);
- PSLI – Partito socialista lavoratori italiani (membro della direzione);
- Rivista Pietre (membro del comitato di Redazione);
- Semper insema mai d'acord;
- UDAI – Unione democratica amici d'Israele (consigliere);
- UDDA – Unione democratica dei dirigenti d'azienda;

## Collaborazioni più significative con giornali e riviste
Il Sole 24 ORE, ASCE, Avanti!, Conscentia, Corriere della Sera, Critica Sociale, Edificazione socialista, Il dibattito politico, Il Giornale, Il Giorno, Il Lavoro, Iniziativa socialista, Italia Libera, L'Europa, L'Umanità, La Notte, Mercurio, Milano Sera, Mondo economico, Mondo operaio, Monitore tecnico, NEP – Notiziario economico e politico, Obiettivo 5, Pietre, Politica degli scambi, Prestigio della lana, Problemi del lavoro, Spirali, Tribù, Ufficio moderno.

## Opere
- I cartelli industriali nazionali ed internazionali, Torino, Fratelli Bocca, 1928
- Tecnocrazia, Torino, Fratelli Bocca, 1933,
- Tecnocracia, Rio de Janeiro, Athena, 1934
- Le fonti mondiali di energia, Genova, Marina italiana, 1938
- Carburanti sintetici nell'economia mondiale, Milano, ISP, 1939
- Il petrolio, Milano, Cedam, 1940
- La riforma industriale in Italia, Milano, Critica sociale, 1946
- La riforma industriale in Francia, Milano, Critica sociale, 1947
- Il proletariato e l'imperialismo, Milano, Casa editrice Avanti!, 1948
- Tecnica e terza forza, Milano, FDP, 1948
- Gli incorporati, Varese, Officine grafiche Nicola, 1964
- L'uomo patafisico e extra–lucido, Varese, Officine grafiche Nicola, 1966
- Orizzonte 2000, Milano, Critica sociale, 1966
- Obsolescenza delle ideologie, Milano, Azione comune, 1967
- Relatività della relatività, Milano, Istituto europeo studi sociali, 1969
- Il caso del “Manifesto”, Milano, Semper insema mai d'acord, 1974
- Chi ci salverà dall'idea di salvezza. Saggi scelti, a cura di Gabriele Locatelli, Marsilio, Venezia, 2013